# نان سیر

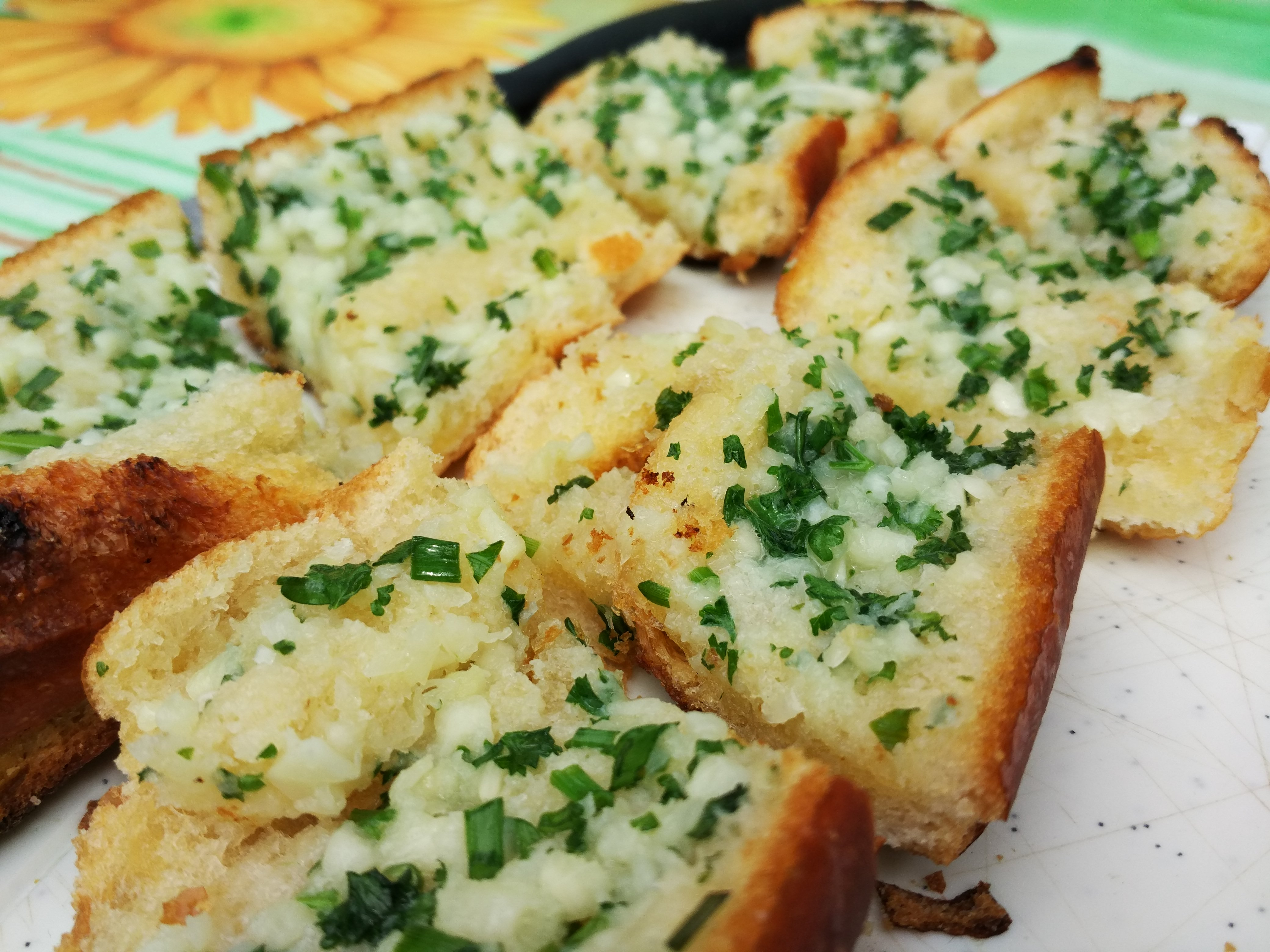
یک گونهٔ متداول از انواع نان سیر

نان سیر نوعی نان دارای سیر و روغن زیتون و کره است. این نان معمولاً به صورت باگت درست می‌شود. این نان با انواع مختلفی از پنیر مانند چدار، موتزارلا یا فتا مصرف شده و در برخی از رستورانها به عنوان پیش غذا سرو می‌شود.

## طرز تهیه
نان سیر (Garlic bread) در مدت ۱۰ دقیقه درست شده و آماده سرو با غذا می‌باشد.
این نان با کمی پنیر پارمزان روی آن بسیار لذیذ می‌شود. اگر طعم کره را دوست دارید، به جای روغن زیتون برای تهیه نان سیر از کره استفاده کنید.
پیشنهاد ما اینست که از روغن زیتون برای تهیه نان سیر استفاده کنید.
نان سیر را می‌توانید به عنوان پیش غذا، اسنک و مکمل نیز سرو کنید. این مقدار نان سیر به عنوان مکمل غذا برای ۳ تا ۵ نفر کافی است.
مواد لازم:
- سیر: ۲ حبه
- روغن زیتون: ½ پیمانه
- نان باگت: ۱ عدد
- نمک: ½ قاشق چایخوری
- فلفل سیاه: به میزان دلخواه

روغن زیتون و سیر را داخل دستگاه مخلوط کن (بلندر) می‌ریزیم و آن‌ها را کاملاً می‌زنیم تا پوره شود.
نان را به صورت عرضی یا طولی برش می‌دهیم.
به کمک یک قلم مو یا پشت قاشق از پوره بدست آمده، به دو طرف قطعات نان می‌مالیم و آن‌ها را با نمک و فلفل مزه دار می‌کنیم.
یک تابه مناسب را روی حرارت می‌گذاریم و نان‌های آغشته را داخل آن قرار می‌دهیم. هر سمت نان را به مدت ۳ الی ۴ دقیقه روی حرارت کم سرخ می‌کنیم تا کمی طلائی شود.
می‌توانید نان‌ها را داخل فر نیز گریل کنید.